# Teorema de Chen

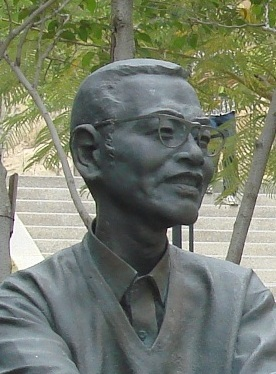
Jingrun Chen

Em matemática, o teorema de Chen é um resultado obtido por Jingrun Chen, em teoria dos números sobre números inteiros que diz:
«Todo número par suficientemente grande é uma soma de um número primo com um outro número que seja um produto entre dois números primos»
Sem utilizar a hipótese de Riemann, o resultado deste teorema (obtido em 1966)  causou um profundo impacto nos resultados ligados à famosa conjectura de Goldbach («todo número inteiro par maior ou igual a quatro é igual à soma de dois números primos»). As demonstrações atuais são baseadas no chamado método do crivo. Nos anos seguintes, diversos avanços deste teorema têm sido obtidos. Por exemplo, em 1978, Chen demonstrou a seguinte desigualdade: 
Se {\displaystyle P(N)} define a quantidade de números primos {\displaystyle p} tais que {\displaystyle N-p} sejam igualmente primos, então tem-se que:
{\displaystyle P(N)\leq 7,8342\prod _{p>2}\left(1-{\frac {1}{(p-1)^{2}}}\right)\left(\prod _{p>2,\,p\mid N}{\frac {p-1}{p-2}}\right)\times {\frac {N}{(\ln N)^{2}}}.}
Essa constante {\displaystyle 7,8342} foi melhorada com valores cada vez mais precisos nos anos seguintes por D. H. Wu, que demonstrou ser substitutível por {\displaystyle 7,81565}.